# 坑口駅 (桃園市)
坑口駅（こうこうえき）は台湾桃園市蘆竹区にある、桃園機場捷運（桃園捷運機場線）の駅。駅番号は「A11」。

## 歴史
- 2017年
  - 2月2日 - 桃園機場捷運（桃園捷運機場線）暫定開業（当駅での入出場は扱わない）[1]。
  - 2月16日 - 当駅での整理券方式による無料体験試乗を開始（日中8-16時のみで、利用客数は1日の上限がある）[1]。
  - 3月2日 - 正式開業（4月1日までの1ヶ月は半額）[1]。

## 駅構造
ホームは地上3階にある。島式ホーム2面4線の高架駅。ホームドア設置駅。外側の線路は台北方で蘆竹機廠との入出庫線とも分岐している。

### のりば
| 1 | 未使用               |        |                                        |
| 2 | 桃園機場捷運（下り） | 普通車 | 桃園機場(T1・T2)・高鉄桃園站・環北方面 |
| 3 | 桃園機場捷運（上り） | 普通車 | 新北産業園区・台北車站方面             |
| 4 | 未使用               |        |                                        |

### 駅出口
出口は坑菓路側に1つ設けられる。
- 出口1：坑菓路

## 利用状況
| 年   | 1日平均 | 1日平均 | 1日平均 |
| 年   | 乗車    | 出典    |         |
| ---- | ------- | ------- | ------- |
| 2017 | 563     | [ 3 ]   |         |
| 2018 | 645     | [ 3 ]   |         |

## 駅周辺

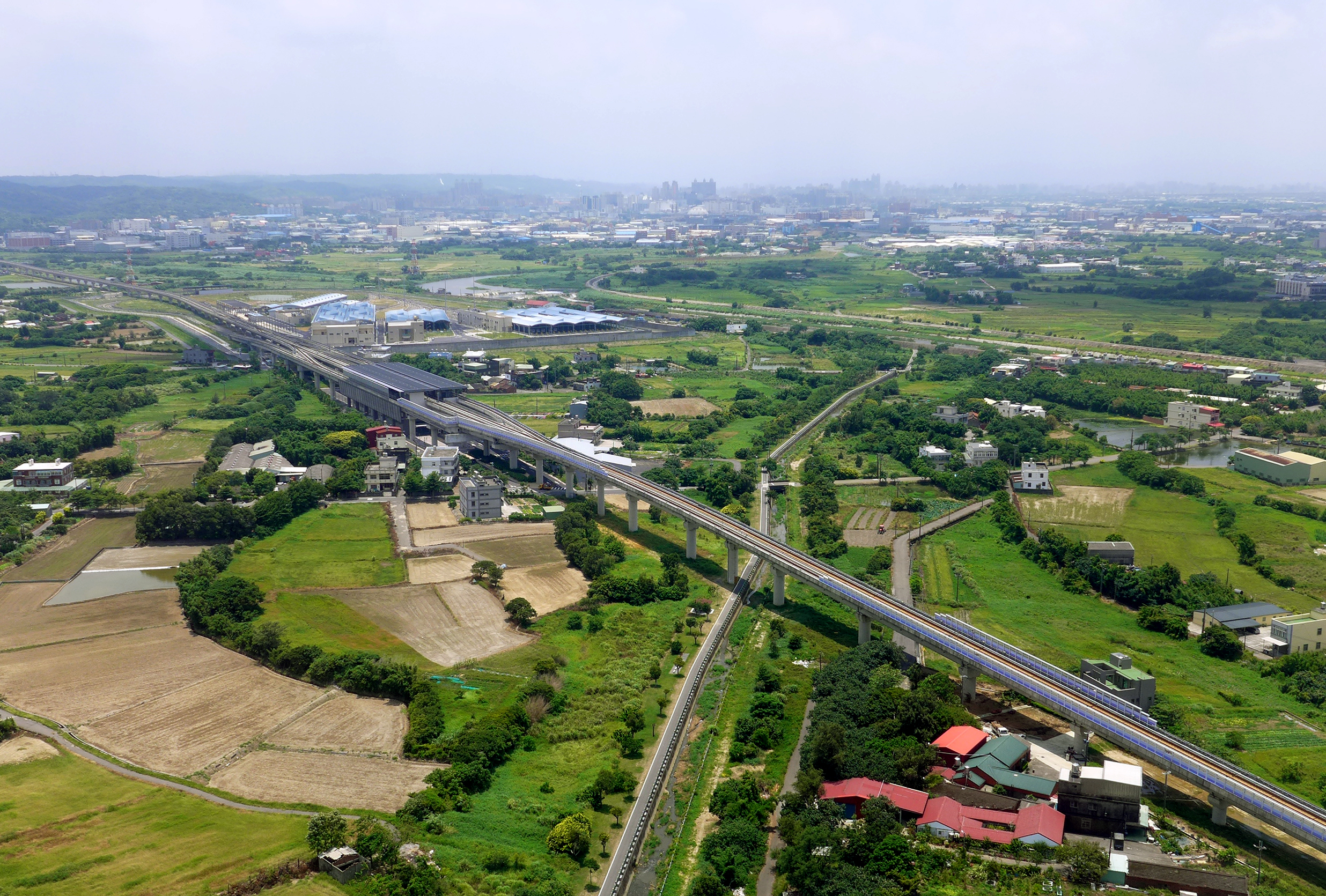
駅周辺の様子

- 桃園捷運蘆竹機廠（中国語版）
- 坑口彩繪村
- 誠聖宮

## バス
- 桃園市市区公車（中国語版）

| 系統 | 事業者   | 区間                    | 備考                 |
| ---- | -------- | ----------------------- | -------------------- |
| 5015 | 桃園客運 | 桃園 - 南崁 - 大園      |                      |
| 5017 | 桃園客運 | 中壢 - 楊厝 - 竹圍      |                      |
| 5019 | 桃園客運 | 桃園 - 蘆竹 - 沙崙      |                      |
| 5022 | 桃園客運 | 桃園 - 南崁 - 竹圍      |                      |
| GR   | 桃園客運 | 桃園駅後站 - 捷運坑口站 | 桃園捷運緑線先導公車 |
| L309 | 桃園客運 | 蘆竹区公所 - 蘆竹区公所 | 藍海線               |

## 隣の駅
桃園捷運
機場線（桃園機場捷運）
■直達車
通過
■普通車
山鼻駅 (A10) - 坑口駅 (A11) - 機場第一航廈駅 (A12)